# Эрани, Таги
Таги Эрани (5 сентября 1902 — 4 февраля 1940) — иранский врач и левый политический деятель, генеральный секретарь Иранской коммунистической партии, главный редактор журнала «Донья». По национальности иранский азербайджанец. Был арестован в 1937 году в числе 53 коммунистических активистов, судим по делу «Процесса 53-х» и умер в тюрьме.

## Биография
Родился в Тебризе, позже переехал в Тегеран со своей семьёй, когда ему было четыре года. В 1920 году окончил школу Дар уль-Фунун в Тегеране и продолжил обучение в Германии, изучая химию в Берлинском технологическом институте. Во время учёбы в Германии начал также изучать политику. По окончании учёбы вернулся в Иран в 1928 году и основал журнал «Донья», который считается важным вкладом в современную интеллектуальную жизнь Ирана. В 1938 году он и 52 его коллеги по группе «Пятьдесят три» были арестованы и обвинены в причастности к коммунистической деятельности. Умер (или, как утверждают некоторые, был убит) в тюрьме 4 февраля 1940 года.
Члены «Пятидесяти трех» в 1941 году основали партию Туде, которую часто считают началом современной коммунистической партии в Иране.

## Взгляды

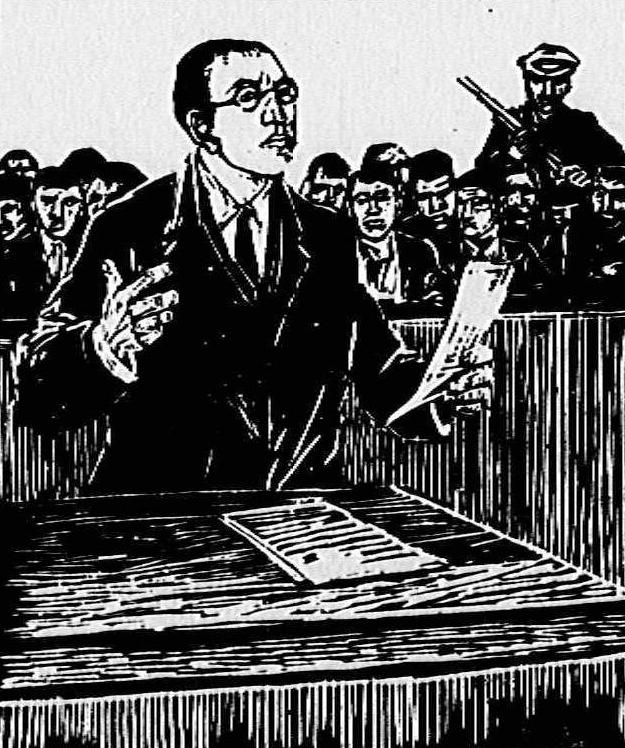
Иллюстрация Таки Арани во время суда

Хотя Арани был важной фигурой в истории иранских левых марксистов, он придерживался сильных иранских националистических и шовинистических взглядов и писал об иранском характере иранского азербайджанского региона в ответ на пантюркистские группы в Турции в 1920-х годах. Он также утверждал, что государство должно быть восстановлено на основе принципов Сасанидского государства и что зороастризм должен быть религией этого государства.